# Processo Penrose

Trajetórias de corpos em um processo de Penrose.

O processo de Penrose é um meio teorizado por Roger Penrose pelo qual as partículas podem extrair energia da energia rotacional de buracos negros em rotação. Esta extração se faz possível pela existência de uma região do espaço-tempo de Kerr chamado a ergoregião, uma região na qual uma partícula é necessariamente propelida em concorrência motora com o espaço-tempo em rotação. No processo, uma porção de matéria entra na ergoregião do buraco negro, e uma vez entrando, é dividida em dois. O momento das duas partes de matéria pode ser disposto que uma parte escapa ao infinito, enquanto a outra cai ao no horizonte de eventos externo do buraco negro. A porção em escape de matéria pode possivelmente ter maior massa-energia que a porção original porção de matéria antes da queda. Em suma, o processo resulta em um decréscimo no momento angular do buraco negro, e esta redução corresponde a uma transferência de energia onde o momento perdido corresponde a energia extraída.
O processo obedece a leis da mecânica de buraco negro. Uma consequência destas leis é que se o processo é realizado repetidamente, o buraco negro pode eventualmente perder todo seu momento angular, tornando-se rotacionalmente estacionário.

## Detalhes da ergoregião
A superfície externa da ergoregião é descrita como a ergosurperfície e esta é superfície na qual os raios de luz que são de rotação contrária (no que diz respeito à rotação do buraco negro) permanecendo em uma coordenada angular fixa. Desde que partículas massivas necessariamente viajam mais lentamente do que a velocidade da luz, partículas massivas devem girar no que diz respeito a um observador estacionário "no infinito". Uma maneira de retratar isto é girando um garfo em um lençol; enquanto o garfo gira, o linho enrola-se com ele, i.e. a rotação central propaga-se para fora tendo por resultado a distorção de uma área mais ampla. O limite interno da ergoregião é o horizonte de eventos, esse horizonte de eventos que está em um perímetro espacial além do qual a luz não pode escapar.
Dentro desta ergoregião, o tempo e uma das coordenadas angulares trocam (o tempo se transforma em ângulo e o ângulo se transforma em tempo) porque as coordenadas do tipo tempo têm somente que um único sentido (e recorde que a partícula está girando necessariamente com o buraco negro somente em um único sentido). Por causa desta troca coordenada estranha e incomum, a energia da partícula pode assumir valores positivos e negativos como medidos por um observador no infinito.
Se a partícula A entra na ergoregião de um buraco negro de Kerr, então divide-se nas partículas B e C, então a conseqüência (dadas as suposições que a conservação da energia ainda se mantém e a uma das partículas é permitido ter energia negativa) partícula B poderá existir na ergoregião com mais energia do que a partícula A enquanto a partícula C entra no buraco negro, i.e. {\displaystyle E(A)=E(B)+E(C)} e diz-se que {\displaystyle E(C)<0}, então {\displaystyle E(B)>E(A)}.
Desta maneira, a energia rotatória é extraída do buraco negro, tendo por resultado o buraco negro que está tendo diminuída a sua rotação. A quantidade máxima de energia está extraída se a separação ocorre apenas fora do horizonte de evento e se a partícula C é contrária a rotação do buraco negro o máximo do possível. Tais questões de limitações das energias possíveis de serem extraídas no processos e condições necessárias são estudadas teoricamente.
No processo oposto, um buraco negro pode ter sua rotação aumentada (sua velocidade rotacional aumentada) por receber partículas que não dividem-se, mas dão predominantemente seu momento angular inteiramente ao buraco negro.

## Geração de energia
O processo de Penrose conduziu à especulação que uma civilização avançada poderia gerar energia construindo uma cidade em uma estrutura fixa em torno do buraco negro, assim como fonte de energia para viagens no tempo. Todos seus resíduos poderiam ser dispostos em naves no buraco negro e ejetados na ergoregião. As naves poderiam então retornar à cidade com energia adicional que poderia ser capturada para gerar força. (Este arranjo especulativo não especifica como as naves capturariam a energia, entretanto. Há igualmente interesse sobre se as naves exigiriam uma enorme quantidade de energia para resistir a gravidade do buraco negro, energia que excederia provavelmente em muito a energia exigida para destruir o lixo por meios convencionais e para produzir a energia em excesso desejada por meios convencionais.). Nestas questões, discutem-se a eficiência do processo, a qual, independente de conjecturas sobre possíveis aplicações, apresenta interesse na astrofísica.

## Processo Penrose sob campos magnéticos
Estudam-se teoricamente a influência de campos magnéticos nos jatos resultantes de buracos negros de Kerr e como influenciam tal geodésica. Tal processo envolvendo campos magnéticos é chamado de processo Blandford–Znajek.